# امور خانوادگی
امور خانوادگی (انگلیسی: Family Affair) نام یک مجموعهٔ تلویزیونی آمریکایی در سبک کمدی موقعیت است که از سال ۱۹۶۶ تا ۱۹۷۱ میلادی، در ۵ فصل و ۱۳۸ قسمت از شبکهٔ «سی‌بی‌اس» پخش شد.
داستان سریال دربارهٔ ماجراهای یک مهندس مجرد و ثروتمند به نام «بیل دیویس» (عمو بیل) است که تلاش دارد برادرزاده‌های یتیم خود را در آپارتمان مجلل خود در نیویورک سرپرستی و بزرگ کند. در این کار، مُلازم و پیشخدمت مخصوص او «آقای فرنچ» هم او را یاری می‌رساند.
این مجموعه تلویزیونی، با عنوان «خانوادهٔ دیویس» در سال‌های ۱۳۵۲ تا ۱۳۵۳ خورشیدی، با دوبلهٔ فارسی از تلویزیون ملی ایران پخش شد.